# Vindusara moorei
Vindusara moorei är en fjärilsart som beskrevs av Thierry-mieg 1899. Vindusara moorei ingår i släktet Vindusara och familjen mätare. Inga underarter finns listade i Catalogue of Life.